# Quantisierungsabweichung
Die Quantisierungsabweichung oder der Quantisierungsfehler ist die Abweichung, die bei der Quantisierung von analogen Größen entsteht (z. B. bei der Analog-Digital-Umsetzung).
Während analoge Signale dem Wertebereich der reellen Zahlen genügen, werden in der digitalen Darstellung nur diskrete Werte verwendet. Daher ist mit der Quantisierung eine Rundung verbunden, die eine Abweichung verursacht.

Beispiel für Quantisierung und Quantisierungsfehler
█ ursprüngliches Signal, █ quantisiertes Signal, █ Quantisierungsabweichung.

## Definition

Oben: Grenzfälle einer digitalen Darstellung anstelle einer analogen. Beide linear gestufte Kennlinien beginnen bei mit.
Unten: die zugehörige Quantisierungsabweichung.
Diese Zeichnung verwendet die in verschiedenen anderen Disziplinen verwendete Definition: Fehler bzw. Messabweichung = ausgegebener minus wahrer oder richtiger Wert.

Die Quantisierungsabweichung {\displaystyle e_{q}} ist die Differenz zwischen dem Eingangswert {\displaystyle x} und dem quantisierten Wert {\displaystyle {\hat {x}}}:

{\displaystyle e_{q}=x-{\hat {x}}}.
Die Reihenfolge, welcher Wert von welchem abzuziehen ist, ist allerdings in der Literatur nicht einheitlich. Der „granulare Fehler“ (von englisch granular error) kann allgemein nicht größer werden als das zugehörige Quantisierungsintervall, sonst läge er im benachbarten Intervall.
{\displaystyle |e_{q}|\leq \Delta }
Bei einer gleichförmigen Quantisierungskennlinie mit der Intervallbreite {\displaystyle \Delta } ist nicht von vornherein festgelegt oder bekannt, wo der Nullpunkt innerhalb der Stufe 0 liegt. Wenn aber seine Lage als bekannt vorausgesetzt werden kann, wird aus der 2 Digit breiten Spanne in verstehender Ungleichung ein Intervall der Breite von 1 Digit. Im ersten Bild liegt der Nullpunkt in der Mitte der Stufe. Dann liegt die Quantisierungsabweichung durch das Runden bis zur Quantisierungsstufe immer im Intervall
{\displaystyle -{\frac {\Delta }{2}}<e_{q}\leq {\frac {\Delta }{2}}}.
Den allgemeineren Fall zeigt das zweite Bild. Man erkennt die Abweichung am Abstand zwischen der gestuften Kennlinie und der ungestuften geneigten Geraden. Der Stufenhöhe von einem Digit (Ziffernschritt auf der niederwertigsten Stelle der ganzen Zahl {\displaystyle N}) entspricht die Stufenbreite {\displaystyle U_{q}}. Die vertikale Abweichung liegt in der rechten Bildhälfte im Bereich 0 … –1 Digit. Wenn bei {\displaystyle U=0} als quantisierter Wert eine Null entsteht, ist die seitliche Lage der Treppenfunktion noch um (fast) eine Stufenbreite unbestimmt; die Abweichung kann auch wie in der linken Bildhälfte bei +1 Digit … 0 liegen oder beliebig dazwischen, z. B. im Bereich −0,5 … +0,5 Digit.

## Beispiele

### Analog-Digital-Umsetzer
Ein 10-Bit-Umsetzer mit linearer Quantisierungskennlinie, der in {\displaystyle N_{\text{max}}} = 210 = 1024 Quantisierungsstufen auflöst, soll eine elektrische Spannung {\displaystyle U} umsetzen in einem Bereich 0 bis 10,24 V. Dieses erfordert eine Schrittweite von {\displaystyle U_{q}={\frac {10{,}24\,\mathrm {V} }{2^{10}}}=10\,\mathrm {mV} }.
Mit einer Zahl {\displaystyle N} werden die Stufen fortlaufend durchnummeriert, wobei {\displaystyle 0\leq N\leq N_{\text{max}}-1} ist. Dann ist der durch die Stufung gerundete Wert
{\displaystyle U_{\text{gestuft}}=N\cdot U_{q}}.
Der Wert {\displaystyle N\cdot U_{q}} weicht vom wahren Wert {\displaystyle U} ab um die Quantisierungsabweichung
{\displaystyle F_{q}=N\cdot U_{q}-U}.

### Digitalmultimeter
Bei Messgeräten mit Ziffernanzeige ist der Nullpunkt innerhalb der Breite einer Stufe der Kennlinie anhand der Null-Anzeige nicht justierbar (Nullpunktsabweichung). Zusammengefasst mit der Quantisierungsabweichung ist bei der Ablesung eines Messwertes eine Messgeräteabweichung bis ± 1 Ziffernschritt selbst bei sonst fehlerfreiem Betrieb zu beachten.
Der durch die Quantisierung verursachte Anteil an der absoluten Fehlergrenze eines Messgerätes ist also eine Konstante und beträgt {\displaystyle U_{q}} oder im numerischen Abbild 1 Digit. Gelegentlich wird auch eine Angabe in Bezug zum Messbereichsendwert {\displaystyle U_{\text{MB}}} verwendet –
Beispiel: 0,05 % v.E., wenn der Messbereich von 0 bis {\displaystyle U_{\text{MB}}} in 2000 Schritte aufgelöst wird.
Die zugehörige relative Fehlergrenze beträgt {\displaystyle 1/N_{\text{max}}} und wird umso kleiner, je größer die Zahl {\displaystyle N_{\text{max}}} ist.

## Quantisierungsrauschen

Die Abweichung der Abtastwerte vom Ursprungssignal kann als Rauschen beschrieben werden und nimmt je nach Anwendung auch wie ein solches Einfluss.

Wenn für das Eingangssignal einige Annahmen gemacht werden können, kann die Quantisierungsabweichung  auch als stochastischer Prozess modelliert werden – dem  Quantisierungsrauschen oder der Quantisierungsverzerrung. Dabei wird angenommen, dass die Abweichung stetig gleichverteilt, weiß, stationär und unkorreliert zum Eingangssignal ist. Weiterhin wird für das Eingangssignal angenommen, dass es mittelwertfrei und stationär ist. Diese Annahme trifft in der Praxis z. B. auf Sprache oder Musik zu und vor allem dann, wenn eine hinreichend hohe Quantisierungsauflösung verwendet wird.
Dieses Rauschsignal wird zum Eingangssignal addiert (an Stelle der Quantisierung) und ergibt sodann den quantisierten Wert:
{\displaystyle {\hat {x}}(t)=x(t)+e_{q}(t)}
Auf diese Weise kann der Quantisierer als LTI-System beschrieben und analysiert werden.
Um den Signal-Rausch-Abstand bei einem Signal möglichst hoch zu halten, werden Signale mit kleineren Amplituden bei Bedarf feiner und größere Amplituden gröber aufgelöst, was auch als nichtlineare Quantisierung bezeichnet wird.

### Signal- zu (Quantisierungs)Rausch-Verhältnis
Bei der Angabe des Signal-Rausch-Verhältnisses wird üblicherweise von einem voll ausgesteuerten (auf 1 normierten) sinusförmigen Eingangssignal ausgegangen. Dessen mittlere Leistung beträgt
{\displaystyle P_{A}={\frac {1}{2}}{\hat {u}}^{2}={\frac {1}{2}}}.
Die mittlere Leistung bei einer gleichverteilten Quantisierungsabweichung entspricht der Varianz der Gleichverteilung:
{\displaystyle \sigma ^{2}={\frac {q^{2}}{12}}}.
Hiermit erhält man
{\displaystyle {\text{SNR}}={\frac {P_{A}}{\sigma ^{2}}}={\frac {1/2}{q^{2}/12}}={\frac {6}{q^{2}}}}
oder als logarithmisches Verhältnis (gemäß Schreibweise wie in)
{\displaystyle Q_{\text{(SNR)}}=10\;\lg {\frac {P_{A}}{\sigma ^{2}}}\;\mathrm {dB} }.
Dabei ist {\displaystyle q} die Breite der Quantisierungsintervalle bei linearer Quantisierungskennlinie; bei Kodierung mit {\displaystyle n} Bits pro Sample ist hier {\displaystyle q=2^{1-n}}, da hier von −1 bis 1 quantisiert wird (das sinusförmige Eingangssignal ist auf 1 normiert).
Dies eingesetzt liefert die meistens übliche Formel:
{\displaystyle Q_{\text{(SNR)}}=10\,\lg(1{,}5\cdot 2^{2\cdot n})\,\mathrm {dB} =n\cdot 6{,}02\,\mathrm {dB+1{,}76\,dB} }
Somit hätte ein 16-bit-AD-Umsetzer bei sinusförmigem Eingangssignal und Vollpegel einen Signal-Rausch-Abstand von 98,1 dB. Wesentlich ist, dass diese Berechnung nur unter den oben genannten Voraussetzungen gültige Ergebnisse liefert und diese Gleichung keine allgemein gültige Lösung zum Berechnen des Quantisierungsrauschens darstellt. Bei AD-Umsetzern mit nichtlinearer Kennlinie, wie sie beispielsweise bei dem A-law-Verfahren im Bereich der Telekommunikation eingesetzt werden, gilt aufgrund der nichtlinearen Übertragungsfunktion die hergeleitete Beziehung des Quantisierungsrauschens nicht.
Wenn nicht als Referenz der Effektivwert der Spannung des Signals im Verhältnis zum Effektivwert des Rauschens betrachtet wird, sondern der Spitze-Tal-Wert der Spannung des Signals im Verhältnis zum Effektivwert des Rauschens (bei Video üblich), gilt
{\displaystyle Q_{\text{(SNR)}}=n\cdot \mathrm {6{,}02\,dB+10{,}78\,dB} }
Bei realen Umsetzern reduzieren sich die Werte durch zusätzliche Abweichungen des Umsetzers. Ein weiterer Aspekt ist, dass in der Praxis das Rauschen häufig bewertet (z. B. DIN-A oder CCIR-468) oder bandbegrenzt (z. B. 0 Hz … 20 kHz) wird.

### Erhöhung des SNR durch Überabtastung
Durch eine Kombination von Überabtastung und Tiefpassfilterung nach der Quantisierung – ggf. zusätzlich noch Rauschformung – lässt sich das SNR weiter  erhöhen.
{\displaystyle Q_{\text{(SNR)}}=n\cdot 6{,}02\,\mathrm {dB} +1{,}76\,\mathrm {dB} +10\,\lg \left({\frac {f_{\text{sample}}}{2\cdot B}}\right)}
({\displaystyle n}: Anzahl der Bits, {\displaystyle f_{\text{sample}}}: Abtastfrequenz, {\displaystyle B}: Bandbreite des Eingangssignals)

### Quantisierungsrauschen bei nicht sinusförmigen Signalen
Soll das Quantisierungsrauschen nicht nur bei sinusförmigen Signalen ermittelt werden, lässt sich für beliebige, stationäre Signale und bei linearem A/D-Umsetzer auch folgende, verallgemeinerte Berechnung für das Quantisierungsrauschen bei Vollpegel ermitteln:
{\displaystyle Q_{\text{(SNR)}}=n\cdot 6{,}02\,\mathrm {dB} +4{,}77\,\mathrm {dB} -20\cdot \lg \left({\frac {A_{\text{peak}}}{A_{\text{eff}}}}\right)}
Dabei stellt {\displaystyle A_{\text{peak}}} den Spitzenwert des Nutzsignals und {\displaystyle A_{\text{eff}}} den Effektivwert dar. Bei einem sinusförmigen Signal ist die Beziehung zwischen Spitzenwert und Effektivwert {\displaystyle A_{\text{peak}}/A_{\text{eff}}={\sqrt {2}}}, was nach Einsetzen auf obige Gleichung führt.
Bei typischen Audiosignalen wie Musik und Sprache kann mit einem Faktor von rund 4 als Relation zwischen Spitzenwert und Effektivwert in guter Näherung gerechnet werden. Damit ist bei sonst gleichen Parametern der Signal-Rausch-Abstand infolge des Quantisierungsrauschen bei einem Sprachsignal um etwa 9 dB schlechter als bei einem rein sinusförmigen Signal.

### Beispiele

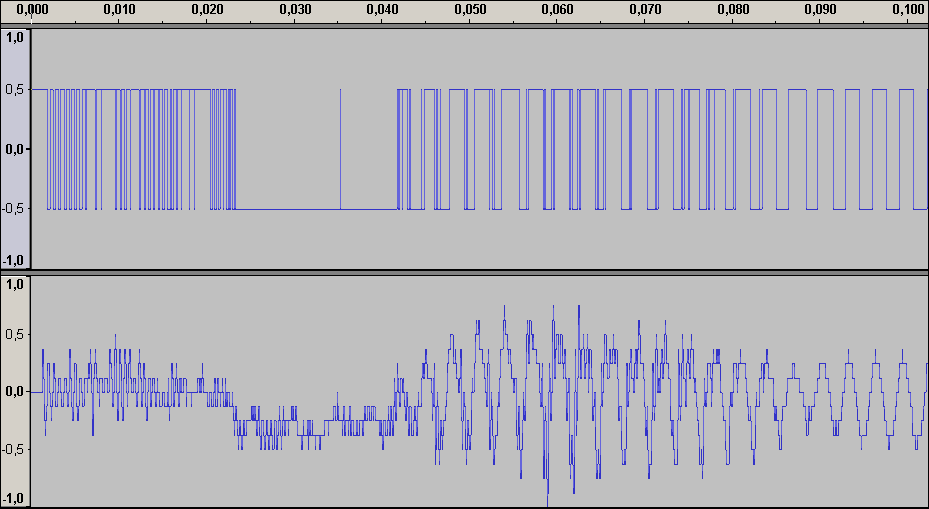
Spannungsverlauf bei 1-Bit-(oben) und 4-Bit-Quantisierung.

Das Diagramm zeigt den Spannungsverlauf zweier Signale. Das untere wurde mit 4 Bits quantisiert, entsprechend 16 unterschiedlichen Werten. Für das obere Signal stand 1 Bit mit entsprechend 2 verschiedenen Spannungswerten zur Verfügung.
Der Abstand zwischen Nutzsignalleistung und Rauschleistung bei 1-Bit-Quantisierung beträgt in diesem Beispiel fast 8 dB. Es liegt oberhalb der Rauschschwelle, die für Sprachverständlichkeit erforderlich ist. Auch bei einer Abtastung mit nur zwei verschiedenen Spannungswerten bleibt Sprache verständlich. Selbst Lautstärkemodulationen bleiben erkennbar.
Klangbeispiele:
- Signal mit 8 Bit Abtastung, ca. 50 dB Signal-Rausch-Abstand:
Das Ausgangssignal, ein Auszug aus einem gesprochenen Text.ⓘ/? (Ockhams Rasiermesser)

- Signal mit 4 Bit, ca. 26 dB:
Signal nach 4-Bit-Quantisierungⓘ/?
- Signal mit 1 Bit, ca. 8 dB:
Signal nach 1-Bit-Quantisierungⓘ/?